# دیسترویر اسکورت
دیسترویر اسکورت (به انگلیسی: Destroyer escort) یک کشتی است.